# Laduz
Laduz [ladyz] est une ancienne commune française, située dans le département de l'Yonne en région Bourgogne-Franche-Comté, devenue, le 1er janvier 2016, une commune déléguée de la commune nouvelle de Valravillon qui réunit les communes de Laduz, Guerchy, Neuilly et Villemer.

## Politique et administration
| Période      | Période  | Identité      | Étiquette | Qualité |
| ------------ | -------- | ------------- | --------- | ------- |
| janvier 2016 | en cours | Bruno Cancela | PCF       |         |

| Période                                  | Période       | Identité       | Étiquette | Qualité |
| ---------------------------------------- | ------------- | -------------- | --------- | ------- |
|                                          |               |                |           |         |
| Les données manquantes sont à compléter. |               |                |           |         |
| juin 1995                                | mars 2014     | Robert Fagotat |           |         |
| mars 2014                                | décembre 2015 | Bruno Cancela  | PCF       |         |

## Démographie
L'évolution du nombre d'habitants est connue à travers les recensements de la population effectués dans la commune depuis 1793. À partir du 1er janvier 2009, les populations légales des communes sont publiées annuellement dans le cadre d'un recensement qui repose désormais sur une collecte d'information annuelle, concernant successivement tous les territoires communaux au cours d'une période de cinq ans. 
Pour les communes de moins de 10 000 habitants, une enquête de recensement portant sur toute la population est réalisée tous les cinq ans, les populations légales des années intermédiaires étant quant à elles estimées par interpolation ou extrapolation. Pour la commune, le premier recensement exhaustif entrant dans le cadre du nouveau dispositif a été réalisé en 2005,.
En 2013, la commune comptait 328 habitants, en évolution de +7,89 % par rapport à 2008 (Yonne : −0,46 %, France hors Mayotte : +2,49 %).
| 1793 | 1800 | 1806 | 1821 | 1831 | 1836 | 1841 | 1846 | 1851 |
| ---- | ---- | ---- | ---- | ---- | ---- | ---- | ---- | ---- |
| 265  | 271  | 257  | 277  | 290  | 340  | 370  | 376  | 404  |

| 1856 | 1861 | 1866 | 1872 | 1876 | 1881 | 1886 | 1891 | 1896 |
| ---- | ---- | ---- | ---- | ---- | ---- | ---- | ---- | ---- |
| 410  | 414  | 410  | 406  | 397  | 384  | 386  | 377  | 350  |

| 1901 | 1906 | 1911 | 1921 | 1926 | 1931 | 1936 | 1946 | 1954 |
| ---- | ---- | ---- | ---- | ---- | ---- | ---- | ---- | ---- |
| 307  | 310  | 311  | 245  | 228  | 226  | 213  | 225  | 216  |

| 1962 | 1968 | 1975 | 1982 | 1990 | 1999 | 2005 | 2010 | 2013 |
| ---- | ---- | ---- | ---- | ---- | ---- | ---- | ---- | ---- |
| 197  | 180  | 217  | 216  | 204  | 240  | 295  | 310  | 328  |

## Culture locale et patrimoine

### Lieux et monuments
- L'église Sainte-Marie-Madeleine de Laduz ;
- Musée de Laduz : Le musée rural des arts populaires de Laduz est créé en 1962 par Jacqueline et Raymond Humbert. Le musée possède une collection de 100.000 objets sur le patrimoine rural, les métiers et la vie quotidienne[7]. Les thèmes abordés sont le travail des artisans (du bois, du cuir, des métaux, de la pierre, de la terre, du textile), les jouets populaires, l'atelier  d'Alfred Chanvin, menuisier en art forain, les objets de ferveur, la sculpture dans la vie quotidienne...  Le Musée de Laduz est un espace d’animation, de création, pour les enfants (ateliers bois). Le musée présente également des expositions temporaires.

### Héraldique
| Blason de Laduz | Blason  | D'argent à deux lions de gueules, l'un au-dessus de l'autre. |
| Blason de Laduz | Détails | Le statut officiel du blason reste à déterminer.             |

## Pour approfondir